# Lake Poteriteri
Der Lake Poteriteri ist ein See in der Region Southland auf der Südinsel von Neuseeland.

## Geographie
Der in Nord-Süd-Richtung ausgerichtete See befindet sich im Süden des Fiordland National Park, zwischen dem Lake Hakapoua im Südwesten und dem Lake Hauroko im Ostnordosten. Der See erstreckt sich über eine Länge von 29,2 km bis knapp 7 km vor der Südküste der Südinsel und umfasste dabei eine Fläche von 42,5 km². An seiner breitesten Stelle misst der See rund 3,2 km in Ost-West-Richtung.
Östlich des Lake Poteriteri erheben sich die Princess Mountains bis auf eine Höhe von 1395 m und auf seiner Westseite sticht der Tower Peak mit einer Höhe von 1406 m hervor. Neben zahlreichen Streams wird der Lake Poteriteri vor allem von Norden her vom Princess Burn bewässert, wobei hier die 1 1/2 Dutzend Seen genannt werden sollten, die als Wasserspeicher von Westen her ihre Wässer zutragen. Die größten Seen sind hier der Lake Kakapo und der Lake Mouat. Die Entwässerung des Sees übernimmt am südlichen Ende der Waitutu River, der am westlichen Ende der Foveaux Strait in den Ozean mündet.

## Wanderwege
Der See ist per Wanderweg nur vom Lake Hauroko kommend aus zu erreichen. Der Poteriteri Track endet an der Lake Poteriteri Hut am See.